# Haruka Aizawa
Haruka Aizawa (jap. あいざわ 遥 Aizawa Haruka; ur. 21 maja 1970 w prefekturze Gifu) – japoński mangaka.

## Twórczość
- Garasu-iro no BOY (ガラス色のＢＯＹ)
- Tenshi ni Onegai (天使にお願い)
- Colorful pallet (カラフル・パレット)
- Hana wo sakasou (花を咲かそう)
- Seifuku no Boy (制服のＢＯＹ)
- Kimi ni Okuru Yell (君におくるエール)
- Ichirin no Hanataba (一輪の花束)
- Kiyoshi to Kono Yoru (キヨシとこの夜)
- Osatou Kandzume (お砂糖缶づめ)
- Jikai wo otanoshimi ni (次回をおたのしみに)
- Ohimesama to Hana to Chou (お姫さまと花と蝶)
- Rafia no Ribon (ラフィアのリボン)
- Kiss no Kamikazari
- Orange Koucha (オレンジ紅茶)
- Mozaiku no Sakana
- Beads no Yubiwa (ビーズの指輪)